# Miro Saje
Miro Saje (Novo mesto, regio Dolenjska, Slovenië, 1965) is een hedendaags Sloveens dirigent.

## Leven
Saje werd op 13-jarige leeftijd lid van het plaatselijke Novoles Straža Wind Orchestra en studeerde later trompet aan het Conservatorium in Ljubljana. Hij gradueerde in 1990. Aansluitend studeerde hij aan het Brabants conservatorium in Tilburg, bij Jan Cober, waar hij 1999 afgestudeerd is. In 1995, 1997 en 1999 won hij de eerste prijs bij de dirigenten wedstrijd op het Internationale blaasorkestenfestival in Riva del Garda, Italië. Hij was gastdirigent van het Sloveense Politie Orkest en heeft in mei 2004 met het Rundfunkblasorchester Leipzig, Duitsland, een CD opgenomen.
Sinds 1990 is hij dirigent van het Krka Wind Orchestra, Slovenië, en heeft dit orkest uitgebouwd van een hand vol muzikanten tot een symfonisch blaasorkest met meer dan 70 leden. In 2005 won het de gouden medaille op het Wereld Muziek Concours te Kerkrade. In 1999 won het orkest eveneens een eerste prijs bij het Internationale blaasorkestenfestival in Cheb, Tsjechië.